# Glavne svetovne religije
Splošno velja, da obstaja dvanajst glavnih svetovnih religij:
1. krščanstvo[1] 2,26 milijarde (katolištvo: 1,13 milijarde; protestantizem: 387 milijonov, drugo: 214 milijonov; pravoslavje: 253 milijonov)
2. islam 1 milijarda
3. hinduizem (hindujstvo) 900 milijonov
4. konfucianizem (konfucijanstvo) 400 milijonov
5. budizem 376 milijonov
6. taoizem (taojanstvo) 50 milijonov
7. šintoizem (šintojstvo, šinto) 30 milijonov
8. judovstvo (judaizem) 14.5 milijonov
9. sikhizem 23 milijonov
10. džainizem 4.2 milijonov
11. babizem in bahajstvo 6 milijonov
12. zaratustrstvo 130.000